# Corneteiro-da-mata
Tapaculo-amazónico ou corneteiro-da-mata (Liosceles thoracicus) é uma espécie de ave da família Rhinocryptidae. É a única espécie do género Liosceles.
Pode ser encontrada nos seguintes países: Bolívia, Brasil, Colômbia, Equador e Peru.
Os seus habitats naturais são: florestas subtropicais ou tropicais húmidas de baixa altitude.

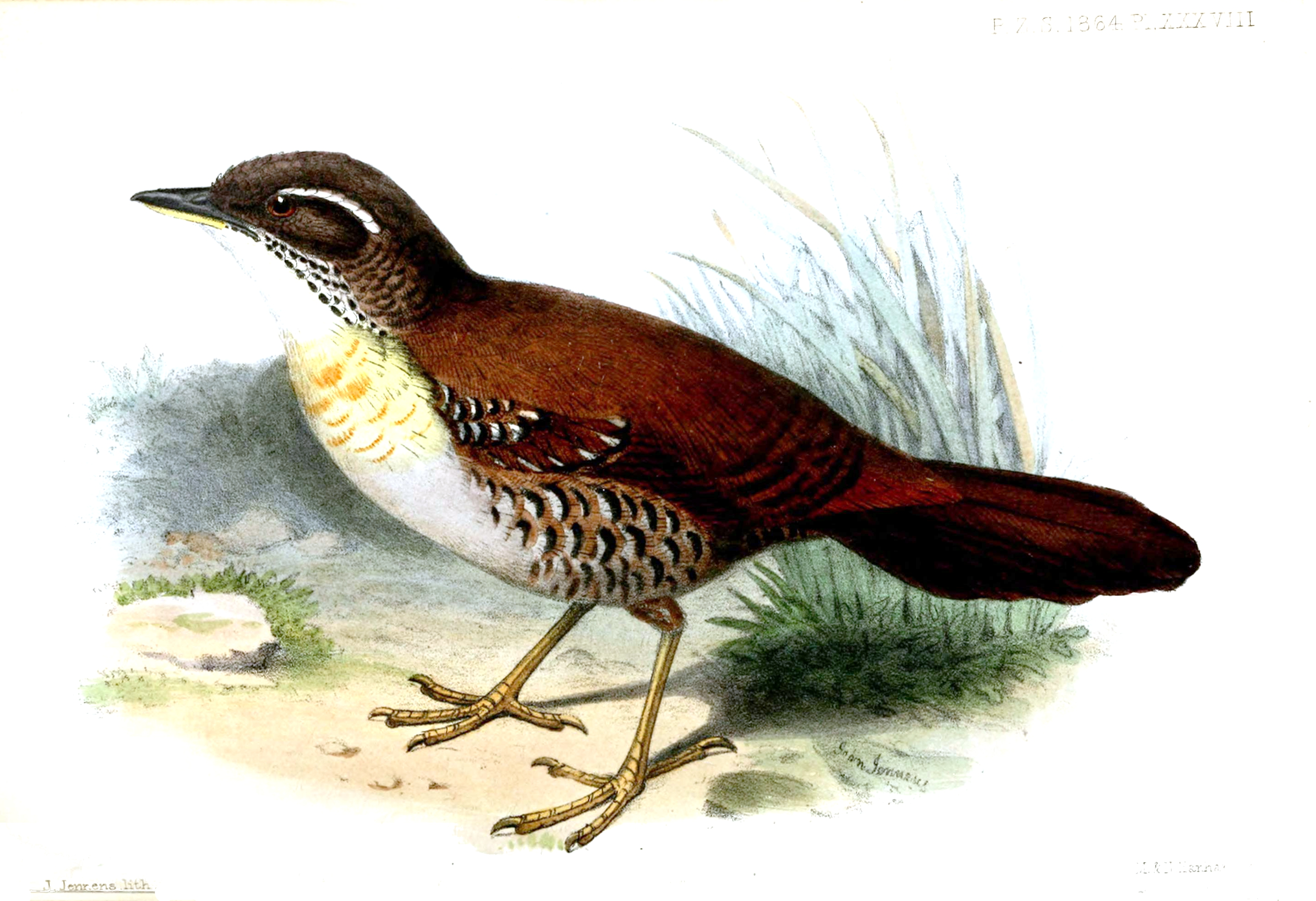